# Amir Dervišević
Amir Dervišević (sinh ngày 4 tháng 7 năm 1992) là một cầu thủ bóng đá Slovenia thi đấu ở vị trí tiền vệ cho Maribor và đội tuyển bóng đá quốc gia Slovenia.

## Danh hiệu
Maribor
- Slovenian PrvaLiga (2): 2013–14, 2014–15
- Cúp bóng đá Slovenia (1): 2015–16
- Siêu cúp bóng đá Slovenia (2): 2013, 2014